# Parupeneus jansenii
Parupeneus jansenii es una especie de peces de la familia Mullidae en el orden de los Perciformes.

## Morfología
• Los machos pueden llegar alcanzar los 15,3 cm de longitud total.

## Distribución geográfica
Se encuentra en el Pacífico occidental: Indonesia, Nueva Guinea y Filipinas.

## Hábitat
Es un pez de mar.